# 九龍巴士61M線
九龍巴士61M線是香港一條來往屯門（海榮路）與荔景（北）巴士總站的巴士路線，由九龍巴士52M線、九龍巴士60線、九龍巴士261M線與九龍巴士262P線於2004年2月8日合併而成。路線取道屯門公路（小欖與荃灣之間一段）、青山公路（小欖以西一段、荃灣段、葵涌段）與葵涌道，由九龍巴士（一九三三）有限公司營運，全程收費為港幣$10.4。61M線設特別班次九龍巴士61A線，由友愛（南）巴士總站單向開往屯門公路巴士轉乘站，與61M線荔景（北）巴士總站方向在屯門公路巴士轉乘站前的走線完全一致。

## 歷史

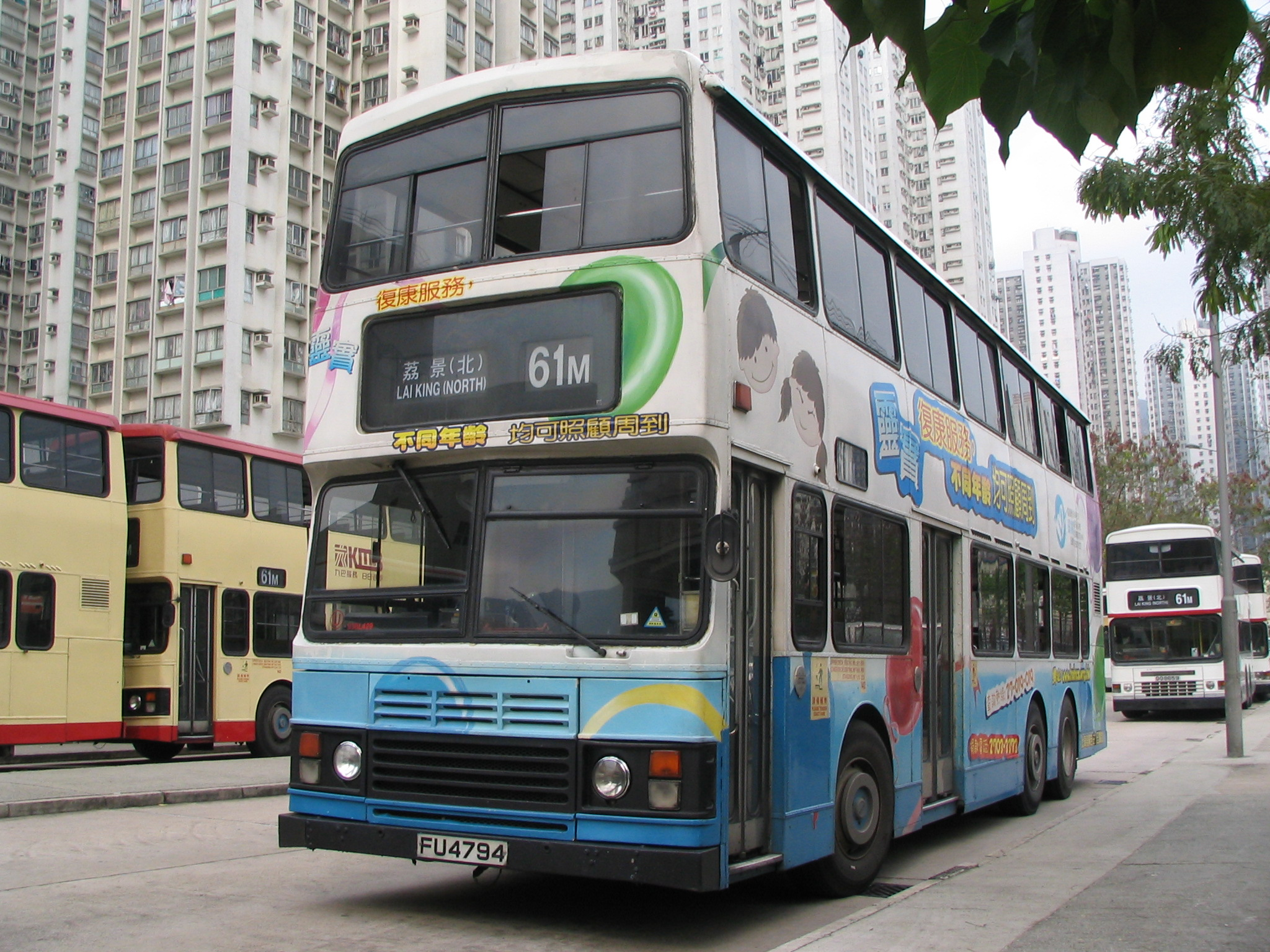
61M線非空調巴士班次

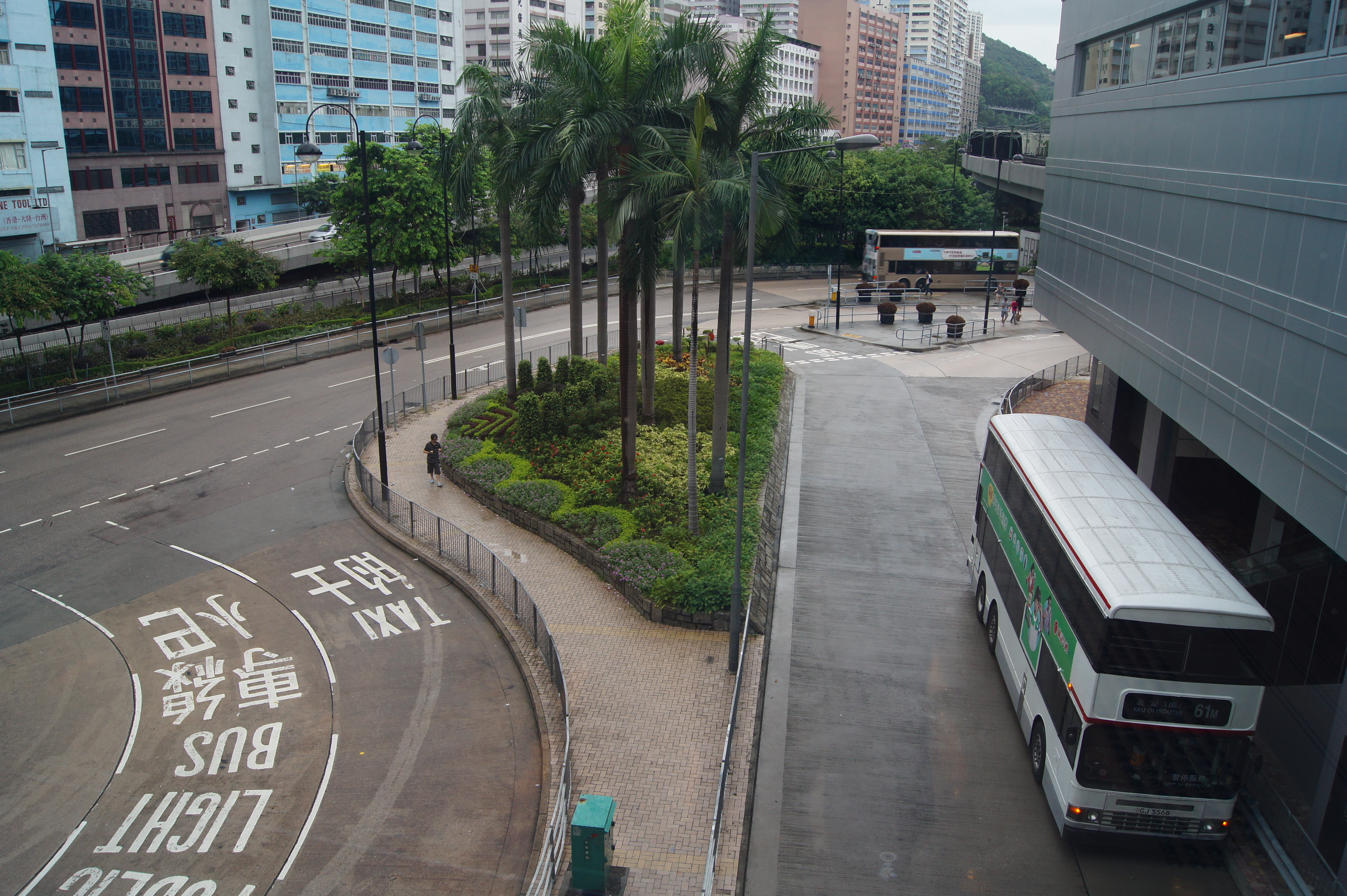
61M線葵興站特別班次

為配合九廣西鐵於2003年末通車，52M、60、261M與262P四條巴士線於2004年2月8日合併為來往友愛（南）巴士總站與荔景（北）巴士總站的61M線，以空調巴士與非空調巴士混合服務。61M線友愛（南）方向起初並不繞經三聖公共運輸交匯處，直至同年5月16日方開始繞經。61M線也開設了06:00至09:00由三聖公共運輸交匯處開往荔景（北）與17:00至20:00由荃灣站開往友愛（南）的平日繁忙時間特別班次，兩者的班次均為每12分鐘至15分鐘一班車。61M線由荃灣站開往友愛（南）的特別班次先於同年10月2日改為17:00至20:40服務、每20分鐘一班車，後又於翌年8月1日因應由葵興站公共運輸交匯處開往友愛（南）、平日18:10開出一班的新平日繁忙時間特別班次開辦而再改為每20分鐘至30分鐘一班車。61M線於2006年8月5日提升為全空調服務。2009年11月29日，由三聖公共運輸交匯處開往荔景（北）的特別班次改為每10分鐘至30分鐘一班車，而由荃灣站開往友愛（南）的特別班次則改為17:00至20:00服務、每30分鐘一班車。2011年9月5日，因應九龍巴士260C線屯門端延長至三聖，此路線由三聖開往荔景（北）與由荃灣站開往友愛（南）的特別班次均告取消。
隨著屯門公路巴士轉乘站南行部分於2012年12月26日啓用，61M線荔景（北）方向自當日起停靠屯門公路巴士轉乘站。61M線平日上午繁忙時間前往屯門公路巴士轉乘站的短途特別班次也隨之投入服務，然而由於其編號與61M線主線一樣，使部分乘客投訴感到混亂，九龍巴士於當年除夕將短途班次的編號改為61U。隨著屯門公路巴士轉乘站北行部分於2013年7月27日啓用，61M線友愛（南）方向自當日起也停靠屯門公路巴士轉乘站。隨著屯門區區域性巴士路線重組於2013年9月29日實施，作為61M線的特別班次的61U線於翌日以“試辦”的名義復辦，惟旋即於同年10月28日再度取消。同年10月15日，為配合友愛（南）巴士總站的改善工程，61M線臨時改以鄰近的豐景園巴士站為總站約一個月。
2015年6月27日，61M線增設到站時間預報服務。為配合葵芳站公共運輸交匯處增建候車月台，61M線友愛（南）方向自2016年3月25日起不駛入該站，並改為在葵青劇院與葵涌運動場設臨時巴士站，直至工程完成後於同年6月23日起重新駛入該站。2017年7月1日，為配合九龍巴士專營權延續，61M線增設由屯門公路巴士轉乘站往友愛（南）的單向分段收費，以與其他路線在同一路段的收費看齊。作為61M線的特別班次的九龍巴士61A線於2019年9月30日開辦。2021年3月1日，61M線增設與由陽光巴士營運的居民巴士NR331與NR331S兩線的八達通轉乘優惠。同年4月4日，61M線增設由友愛（南）往三聖公共運輸交匯處與香港黃金海岸的八達通短程分段收費，乘客在下車後於相關車站的八達通機拍卡即可享用。2022年7月1日，61M線取消由葵興站開往友愛（南）的特別班次。2025年5月26日，因應拍卡機站點增加，原於香港黃金海岸終止的電子支付短途分段收費延伸至大欖涌終止。同年8月18日起，因應友愛（南）巴士總站停用，61M線屯門端總站遷往海榮路：由新總站開出後經海榮路、海皇路、海珠路後返回原有走線，增停「屯門泳池」及「豐景園」兩站；由荔景（北）開出班次到達屯門鄉事會路後直接右轉海榮路返回新總站；同時修改由屯門開出服務時間。

## 服務時間及班次
61M線每日均提供不疏於25分鐘一班車的服務，列表如下：
| 服務時間＼班次 | 星期一至五 （分鐘） | 星期六 （分鐘） | 星期日及公眾假期 （分鐘） |
| -------------- | ------------------- | --------------- | ------------------------- |
| 05:30－06:50   | 15                  | 20              | 20                        |
| 06:50－07:15   | 15                  | 15              | 20                        |
| 07:15－07:20   | 10                  | 15              | 20                        |
| 07:20－07:50   | 10                  | 12              | 20                        |
| 07:50－08:20   | 10                  | 12              | 15                        |
| 08:20－08:35   | 10                  | 15              | 15                        |
| 08:35－09:05   | 15                  | 15              | 15                        |
| 09:05－09:35   | 15                  | 15              | 12                        |
| 09:35－11:05   | 12                  | 15              | 12                        |
| 11:05－11:20   | 12                  | 15              | 15                        |
| 11:20－12:20   | 12                  | 12              | 15                        |
| 12:20－12:23   | 12                  | 15              | 15                        |
| 12:23－13:05   | 17                  | 15              | 15                        |
| 13:05－14:05   | 17                  | 15              | 12                        |
| 14:05－15:50   | 17                  | 15              | 15                        |
| 15:50－16:04   | 17                  | 12              | 15                        |
| 16:04－17:40   | 12                  | 12              | 15                        |
| 17:40－17:50   | 15                  | 12              | 15                        |
| 17:50－18:20   | 15                  | 15              | 15                        |
| 18:20－18:55   | 15                  | 20              | 15                        |
| 18:55－19:05   | 20                  | 20              | 15                        |
| 19:05－19:20   | 20                  | 20              | 20                        |
| 19:20－20:35   | 20                  | 25              | 20                        |
| 20:35－21:25   | 25                  | 25              | 20                        |
| 21:25－23:30   | 25                  | 25              | 25                        |

| 服務時間＼班次 | 星期一至五 （分鐘） | 星期六 （分鐘） | 星期日及公眾假期 （分鐘） |
| -------------- | ------------------- | --------------- | ------------------------- |
| 06:30－07:10   | 15                  | 20              | 20                        |
| 07:10－10:10   | 15                  | 15              | 20                        |
| 10:10－12:40   | 15                  | 15              | 15                        |
| 12:40－13:45   | 15                  | 12－13          | 15                        |
| 13:45－14:45   | 20                  | 12－13          | 15                        |
| 14:45－16:30   | 15                  | 12－13          | 15                        |
| 16:30－16:50   | 12                  | 12－13          | 15                        |
| 16:50－17:40   | 12                  | 10              | 15                        |
| 17:40－17:42   | 12                  | 12              | 15                        |
| 17:42－17:58   | 8                   | 12              | 15                        |
| 17:58－18:40   | 12                  | 12              | 15                        |
| 18:40－20:10   | 12                  | 15              | 15                        |
| 20:10－21:55   | 15                  | 15              | 15                        |
| 21:55－22:10   | 20                  | 20              | 15                        |
| 22:10－22:50   | 20                  | 20              | 20                        |
| 22:50－23:15   | 20                  | 20              | 25                        |
| 23:15－00:30   | 25                  | 25              | 25                        |

## 收費
61M線的全程收費為港幣$10.4，並設有若干分段收費。61M線設有12歲以下小童及65歲或以上長者半價優惠，當中60歲－64歲香港居民、65歲或以上長者與合資格殘疾人士如以指定八達通繳付61M線的車資，均可享有長者及合資格殘疾人士公共交通票價優惠計劃提供的$2票價優惠。乘客登車時需以現金或八達通卡繳付車資，不設找贖；而每位成人乘客可免費帶同最多兩名四歲以下而且不佔座位的兒童乘車。此外，乘客亦可透過多元化電子支付系統（e度嘟）繳付車資，乘客使用此付款方式不能享有與非九龍巴士／龍運巴士路線之轉乘優惠，亦不能享有「公共交通費用補貼計劃」及「長者及合資格殘疾人士乘車優惠計劃」。
61M線沿途單向分段收費如下（斜體者須以有效八達通卡或多元化電子支付系統繳付，並在指定車站下車後使用拍卡機確認）：
| 上車地點＼落車地點           | 屯門（海榮路） | 三聖總站或以前 | 大欖涌或以前 | 荔景（北） |
| ---------------------------- | -------------- | -------------- | ------------ | ---------- |
| 友愛（南）起                 | 不適用         | $5.1           | $6.0         | 不適用     |
| 荃景圍天橋起（過屯門公路後） | 不適用         | 不適用         | 不適用       | $5.8       |
| 屯門公路巴士轉乘站           | $9.6           | 不適用         | 不適用       | 不適用     |
| 大欖涌起（過屯門公路後）     | $6.0           | 不適用         | 不適用       | 不適用     |
| 三聖邨起                     | $5.1           | 不適用         | 不適用       | 不適用     |

### 轉乘優惠
61M線與238M、331、331S等巴士路線設$4的轉乘優惠，與31、32M、33A、36、36A、37、40E、40X、42C、43P、43X、46P、46S、46X、47A、47X、48P、49X、73D、73F、73P、73X、234X、235、278A、278P、278X、290、290A、290B、290E、290X等巴士路線設$4.2的轉乘優惠，與48X線設東行$5.6或$8.3、西行$4.2的轉乘優惠，與停靠屯門公路巴士轉乘站的九龍巴士路線與龍運巴士A線則設較便宜一程的車資免費的轉乘優惠。

## 走線及停站

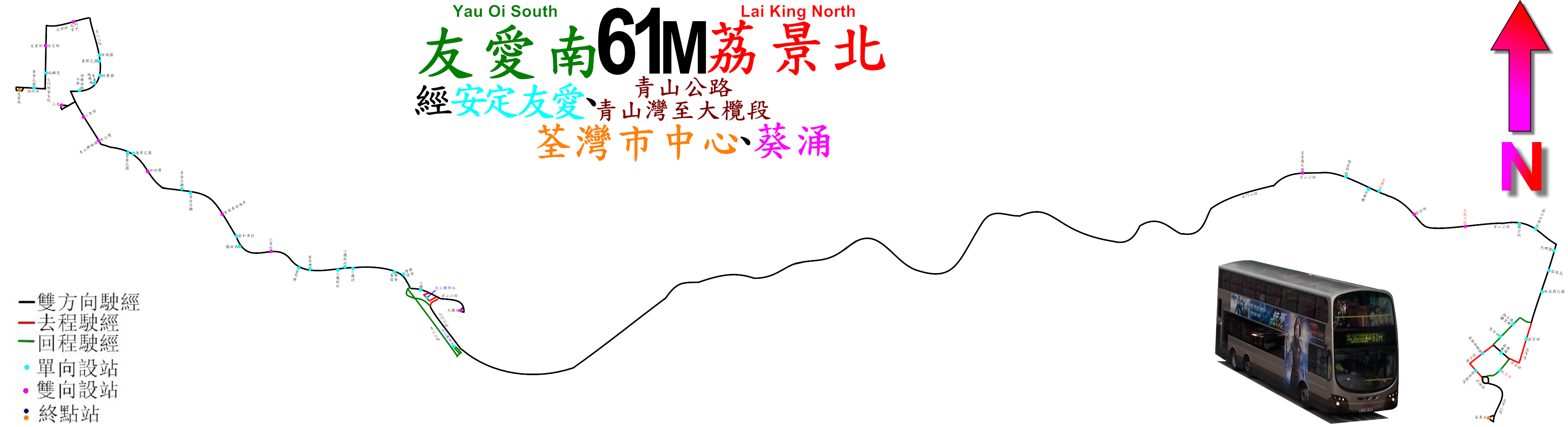
61M線走線圖

61M線由屯門（海榮路）開出的班次經海榮路、海皇路、海珠路、屯門鄉事會路、屯興路、青山公路、三聖街、三聖公共運輸交匯處、三聖街、青山公路、大欖涌巴士總站、青山公路、南行支路、屯門公路巴士轉乘站南行部分、北行支路、青山公路、南行支路、屯門公路、青山公路、葵涌道、葵富路、興芳路、葵福路與荔景山路前往荔景（北），由荔景（北）開出的班次經荔景山路、葵福路、葵芳站通路、葵義路、葵富路、興芳路、葵益道、葵涌道、青山公路、屯門公路、青山公路、屯門公路巴士轉乘站北行部分、青山公路、小欖交匯處、青山公路、三聖街、三聖公共運輸交匯處、三聖街、青山公路、屯興路、屯門鄉事會路及海榮路前往屯門（海榮路），具體停站請參考資訊框。